# Ratpenat nasofoliat de Timor
El ratpenat nasofoliat de Timor (Hipposideros crumeniferus) és una espècie de ratpenat de la família dels hiposidèrids. Viu de forma endèmica a Indonèsia. El seu hàbitat natural és el bosc primari. No hi ha cap amenaça significativa per a la supervivència d'aquesta espècie.